# Dialetto greco di Cargese
Il dialetto greco di Cargese è stato un idioma parlato a Cargese in Corsica nel dipartimento della Corsica del Sud (Francia) dal 1676 al 1976.
Nel paese è tuttora usato il greco moderno nelle funzioni ecclesiastiche della Chiesa greco-cattolica, ma dal 1935 il prete non è più autoctono, bensì proveniente dalla comunità greca di Marsiglia; molti cognomi degli abitanti sono stati "corsizzati" ma conservano l'origine greca.
I greci di Cargese provengono da Oitylo nel Peloponneso.
Fino al 1850 la popolazione di Cargese parlava solo greco, dal 1850 in poi si cominciò a parlare anche corso, italiano e francese.
L'ultimo parlante è morto nel 1976.

## Parlanti
- 1676: 500
- 1773: 420
- 1934: 30
- 1964: 4
- 1976: 1